# Christian Kvasnicka
Christian Kvasnicka (* 13. November 1953 in Wien) ist ein österreichischer Maler und Schöpfer von Grafiken und Skulpturen, der in Wiener Neudorf und Enzesfeld lebt und arbeitet.

## Leben
Christian Kvasnicka absolvierte von 1973 bis 1980 ein Studium an der Akademie der bildenden Künste in Wien (Abschluss mit dem akademischen Grad: Magister artium).
Er leitete von 1976 bis 1983 die Kulturabteilung der damaligen Länderbank und war Mitbegründer der Sammlung "Fotografis" und der Kunstsammlung Länderbank (nun BA-CA Kunstforum der Bank Austria Creditanstalt).
Seit 1995 ist er Direktor des Art Collectors Club des Wiener Roten Kreuzes, einer Kulturinitiative, bei der prominente österreichische und internationale Künstler mit Unikatgrafiken den Forschungsfonds des Wiener Roten Kreuzes unterstützen.
Von 2000 bis 2002 war er als Bühnenbildner tätig und beschäftigte sich mit Lichtmalerei in Zusammenarbeit mit Renato Zanella und dem Wiener Staatsopernballett auf der Seebühne Klagenfurt, im Kaiserzelt in Altaussee, im Odeon Theater und in der Wiener Staatsoper.
2002 und 2003 war er Kurator der Independent Art Fair New York in Zusammenarbeit mit Michele Boos / Art Tribune New York.
Seit 2001 übernimmt er Lehrtätigkeiten als Direktor der Schule des Sehens in Lengau/Salzburg und seit 2003 als Kunsttheoretiker für Lehrgänge der Österreichischen Bundesbahnen. Er ist Künstlerischer Beirat der Initiativen Wirtschaft für Kunst – Maecenas.

## Auszeichnungen
2006 erhielt er den Berufstitel Professor durch den Bundespräsidenten verliehen. Im April 2014 wurde ihm das Österreichische Ehrenkreuz für Wissenschaft und Kunst feierlich überreicht. 2019 überreichte ihm Reinhard Krepler, Präsident des Roten Kreuzes Wien, die Goldene Verdienstmedaille des Österreichischen Roten Kreuzes. Am 15. Juli 2019 wurde ihm, laut Entschließung des Bundespräsidenten Alexander Van der Bellen vom 14. Jänner 2019, das Große Ehrenzeichen  für die Verdienste um die Republik Österreich von Sektionschef Jürgen Meindl überreicht. Die Präsidentin des Landesverbandes Wien des Österreichischen Roten Kreuzes sprach 2021 Kvasnicka für seine besonderen Verdienste um das Österreichische Rote Kreuz die Ehrung durch die Überreichung der "Gedenkmedaille Henry Dunant Gold" seinen besonderen Dank aus.

## Charakterisierung
„Kvasnickas Weg der höchsten Steigerung von Farbintensität zur tiefsten Erkenntnis vom Ursprung der Malerei ist der eines authentischen Malers, er ist aber auch begleitet von seinen diversen kunstpolitischen Initiativen, sei es für den Dialog zwischen Künstlern und dem Roten Kreuz, sei es für soziales Engagement wie bei der landesweiten Verteilung der Rodenstock Kunstedition.“ (Elmar Zorn).

## Ausstellungen

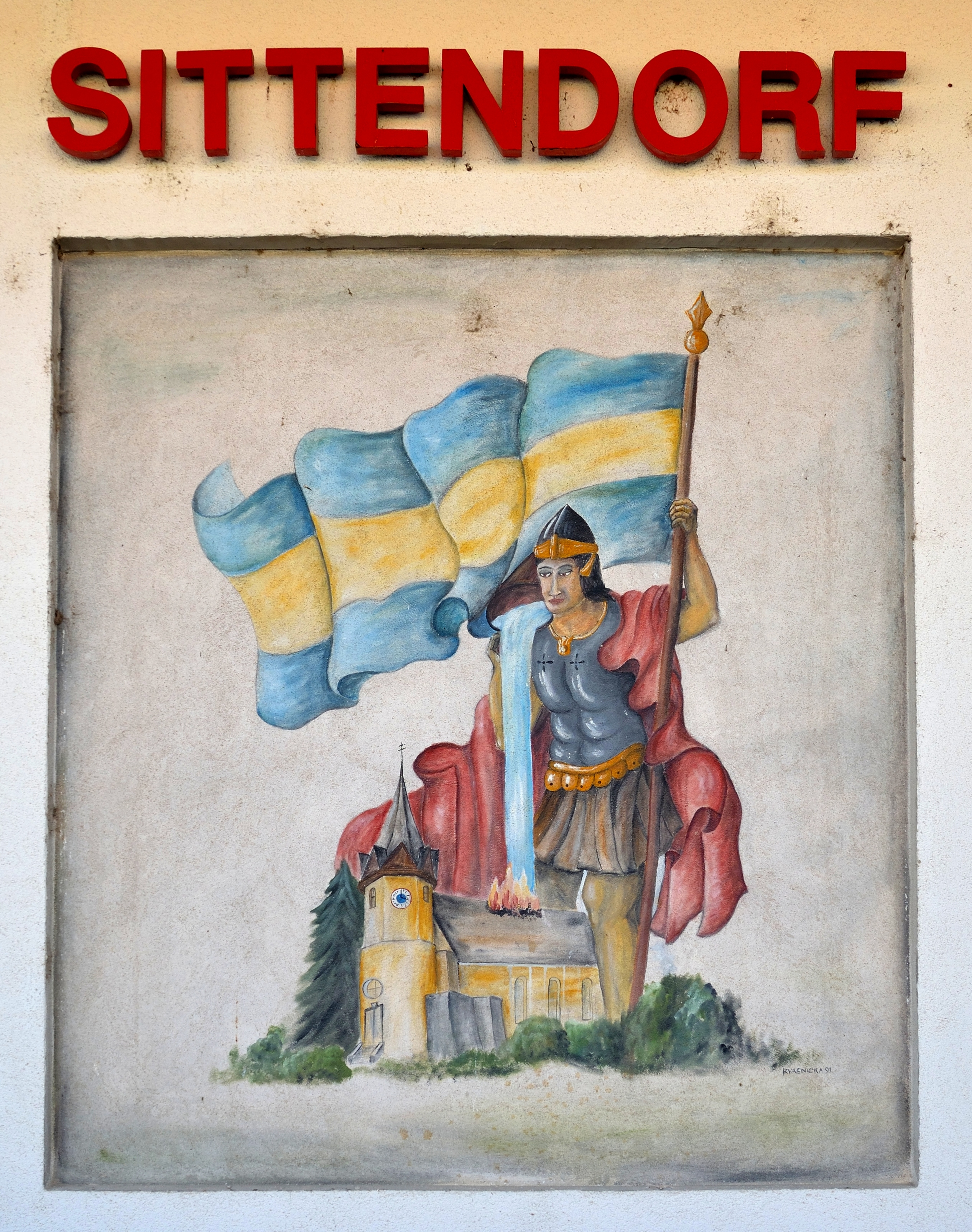
Wandmalerei am Feuerwehrhaus in Sittendorf

Ausstellungen in Wien, Hamburg, Düsseldorf, München, Rom, Ibiza, Basel, und New York; Einzelausstellungen unter anderem:
- 1980: Burgenländische Landesgalerie, Eisenstadt
- 2003: Museum arterra, Berndorf
- 2006: Danubiana Meulensteen Art Museum, Bratislava
- 2013: Galerie Kainbacher, Baden[6]